# Джон Булль
Джон Булль (Джон Буль, Джон-Буль; англ. John Bull, дос. «Джон Бик») — прізвисько типового англійця.

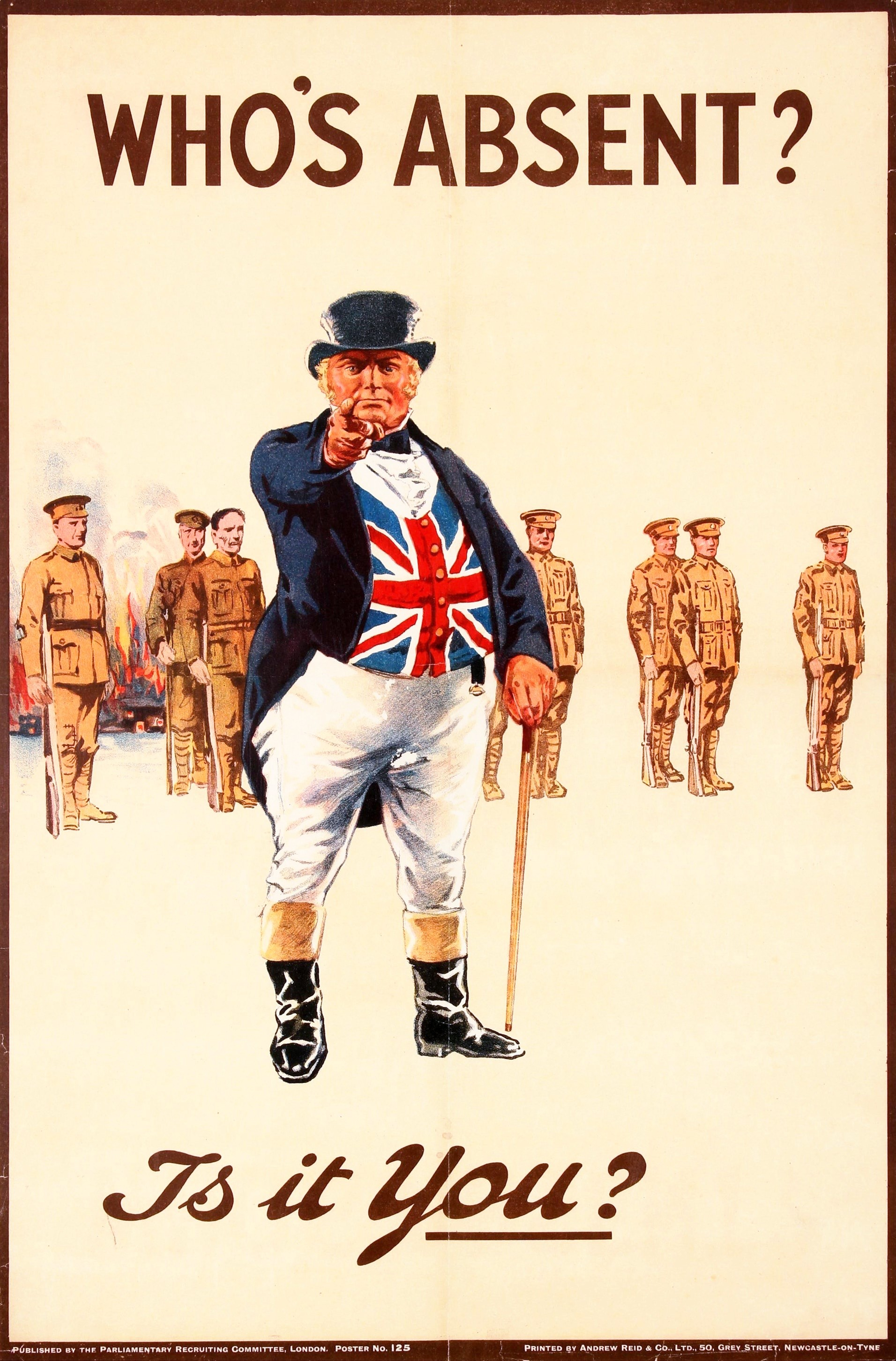
Вербувальний плакат Першої світової війни з канонічним Джон Булл

Виникло за іменем простуватого фермера у памфлеті англійського публіциста Джона Арбетнота «Історія Джона Булля» (1727). Стало популярнішим після театральної п'єси Джона Колмена Молодшого «Джон Булл, або Сімейне життя англійця » (1803), поставленої в театрі Хеймаркет.
Якщо американський Дядько Сем зазвичай зображувався худим, довготелесим, блідим, з тонкими витягнутими хижими рисами обличчя, з цапиною борідкою, ділком у синій лівреї і високому вузькому циліндрі, то Джон Буль — червонолицим низькорослим товстуном з хитрою фізіономією, з неодмінними бакенбардами, в червоному сюртуку, білих штанах або лосинах (костюм кольорів британського прапора) і короткому циліндрі або шапокляці, іноді з підзорної трубою, через яку він в безпеці та комфорті розглядав зі свого острова через Ла-Манш події,що відбуваються на континенті .

## Див. токож
- Янкі
- Дядько Сем